# Billet de 10 francs congolais
Recto
Verso
Chronologie
Billet 5FC Billet 20FC
Le billet de 10 francs congolais (CDF) fait partie de la série des billets émis par la République Démocratique du Congo. Ce billet, de faible valeur nominale, a circulé dans le pays avant d’être progressivement retiré des transactions en raison de son déclin en pouvoir d’achat et de la dévaluation de la monnaie nationale.

## Historique
Le franc congolais (CDF) a été introduit en 1997, remplaçant le nouveau zaïre au taux de 1 franc congolais pour 100 000 nouveaux zaïres. L’introduction du billet de 10 francs visait à couvrir les petites transactions quotidiennes dans un contexte où l’inflation demeurait relativement maîtrisée,.
Au fil des années, le pays a toutefois connu une inflation persistante, qui a fortement érodé la valeur des billets de basse dénomination, y compris le billet de 10 francs. Bien que destiné à des achats de base, le billet de 10 francs est rapidement devenu pratiquement inutilisable pour les transactions courantes en raison de sa faible valeur.

## Caractéristiques
Le billet de 10 francs congolais est en papier et arbore une palette de couleurs modérées, typiques des petites dénominations de cette série. Il mesure environ 150 x 70 mm. La couleur dominante du billet est le brun, avec des nuances de beige et de marron, ce qui lui confère un aspect sobre et formel,.
Les éléments graphiques du billet mettent en valeur des motifs culturels et traditionnels congolais, et certaines versions comportaient le portrait d’une figure symbolique de l’histoire ou de la faune congolaise. Les motifs ornementaux, typiques des billets de faible valeur, soulignent le patrimoine congolais et l’identité nationale.

## Utilisation et valeur

### Symboles et sécurité
Étant donné la faible valeur nominale, les dispositifs de sécurité du billet de 10 francs congolais sont relativement simples comparés aux billets de plus haute dénomination. Toutefois, certaines versions de ce billet comportaient des éléments de sécurité rudimentaires, tels que des micro-impressions et des filigranes de base. Ces dispositifs visent à prévenir la contrefaçon, même si cette faible valeur de billet était rarement ciblée par les faussaires,.

### Raison de la dévaluation et retrait progressif
Le retrait progressif de ce billet est essentiellement dû à la forte inflation qui a affecté l'économie congolaise au cours des décennies. L'inflation a considérablement réduit le pouvoir d'achat des petites coupures, rendant le billet de 10 francs obsolète dans la plupart des transactions. Dès le début des années 2010, ce billet est devenu peu à peu moins visible dans les échanges quotidiens et a finalement cessé d’être produit.
À l'heure actuelle, la valeur de 10 francs congolais est considérée comme insignifiante, même pour des transactions mineures. La Banque Centrale du Congo a donc encouragé l'utilisation de billets de plus grande dénomination, et l'usage des pièces de monnaie pour les transactions de faible montant, bien que celles-ci soient également.

### Impact et héritage
Le billet de 10 francs congolais demeure une pièce intéressante de l'histoire monétaire congolaise. Pour les collectionneurs, il représente un symbole de l'économie et de l'évolution monétaire de la République Démocratique du Congo, illustrant les défis posés par l’inflation et l’instabilité économique du pays.
Bien que n’étant plus en circulation, le billet de 10 francs est encore présent dans certaines collections de numismates et peut être retrouvé dans des expositions consacrées à la monnaie africaine. Son histoire est un témoignage de l'évolution économique et des réalités sociales auxquelles le Congo a dû faire face.